# Psilopogon flavifrons
Il barbetto frontegialla (Psilopogon flavifrons (Cuvier, 1816)) è un uccello della famiglia dei Megalaimidi, endemico dello Sri Lanka.

## Habitat
Il suo habitat sono le foreste umide subtropicali e tropicali, zone umide, piantagioni e giardini rurali fino a un'altitudine di 2 000 m. 

## Descrizione
Ha un piumaggio verde con una corona gialla sul capo e macchie blu sotto gli occhi, sulla gola e sul mento. È lungo 21–22 cm e pesa 57–60 g. Si nutre di bacche, frutti e occasionalmente insetti. Nidifica in un buco di un albero, dove depone 2-3 uova.
Nello Sri Lanka, questo uccello è noto come mukalang kottoruwa in lingua singalese. L'animale è presente sul francobollo postale da 5 rupie dello Sri Lanka.